# 안도 사네치카
안도 사네치카(일본어: 安藤実親, 1932년 2월 4일 ~ 2022년 5월 6일)는 일본의 작곡가이다.
가고시마시에서 태어나 1946년 일본국유철도 서가고시마 공장에 취직했다. 1952년 가고시마현립 쓰루마루 고등학교를 졸업한 뒤 공장 일을 그만 두고 도쿄로 상경했다.
1954년 일본 컬럼비아 레코드 전속 작곡가인 마쓰오 겐지(松尾健司)를 사사했다. 1961년 컬럼비아의 전속 작곡가가 되어 주로 편곡을 했다. 1964년 엔카 가수인 무라타 히데오가 부른 〈스가타 산시로(姿三四郎)〉로 작곡가 데뷔를 했고, 컬럼비아의 골든 히트상과 신인 작곡가상을 받았다. 컬럼비아에서는 무라타 히데오·고마도리 자매·후나키 가즈오·미소라 히바리 등을 위한 곡을 썼다. 1966년 크라운 레코드로 소속을 옮긴 뒤에는 스이젠지 기요코·사사 미도리·키타지마 사부로·스가타 노리코 등 수십명을 위한 곡을 썼다. 1981년 크라운을 나와 프리랜서로 활동했다. 1990년 발매한 하라다 나오유키의 〈전국 마을 내 온도(全国ご町内音頭)〉는 50만장 넘게 팔려 이듬해 컬럼비아 골든디스크상과 플래티넘상을 받았다. 평생 천 개가 넘는 곡을 작곡했으며 이천 개가 넘는 곡을 편곡했다.
2022년 5월 6일 코로나19 감염에 의한 폐렴으로 사이타마현의 병원에서 사망했다.